# Corynomalus laevigatus
Corynomalus laevigatus es una especie de coleóptero de la familia Endomychidae.

## Distribución geográfica
Habita en Brasil y Nicaragua.